# Seppuku

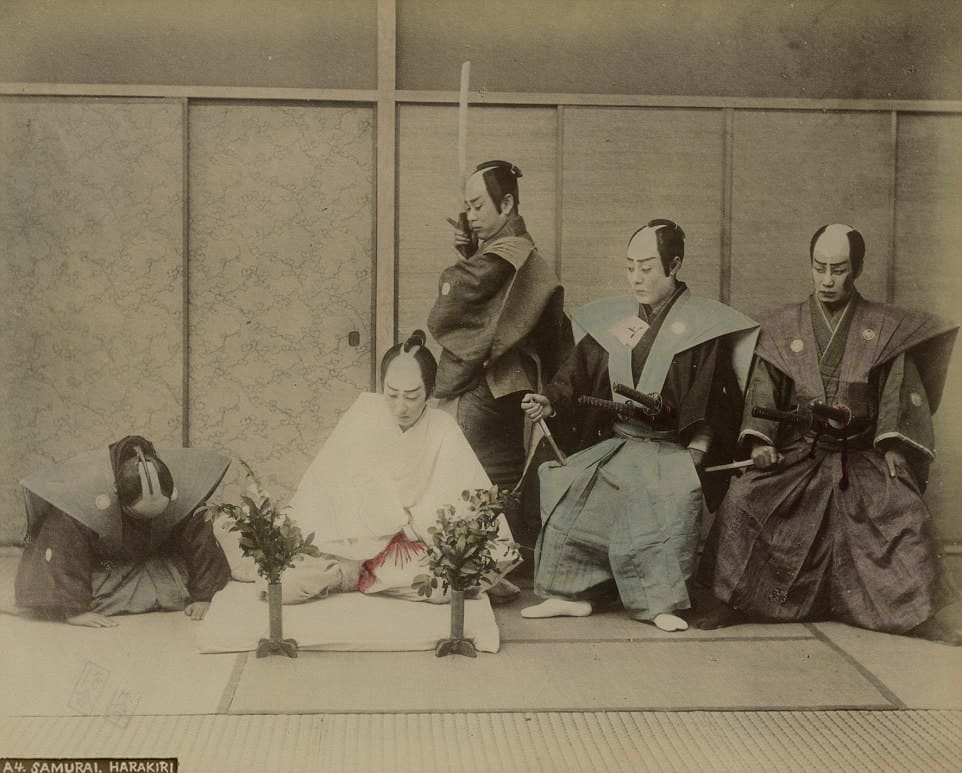
Aranžovaná fotografie rituální sebevraždy z pozdního období Edo. Kaišakunin stojí se zdviženým mečem za osobou provádějící seppuku připravený přeseknout jí krční páteř a částečně jí tak oddělit hlavu od těla.

Seppuku (japonsky 切腹) je japonská rituální, často asistovaná, sebevražda. Též známá jako harakiri (腹切; „řezání břicha“). Muži si v kleče prořízli břišní dutinu krátkým samurajským mečem (wakizaši) (překl. „společník“), a to vodorovně zleva doprava, pak mohl následovat ještě svislý řez. Následně jim pobočník usekl hlavu, aby tak ukončil jejich utrpení. Někteří bojovníci ale dali před stětím přednost vlastnoručnímu probodnutí hrdla či srdce.
Samotný rituál seppuku sestával z meditace, složení krátké básně (haiku), většinou na téma pohrdání smrtí, a samotné sebevraždy. Vzhledem k obrovskému nervovému vypětí byl ale rituál málokdy dodržen se všemi náležitostmi. V běžném životě se seppuku provádělo většinou tak, že samuraj napadl na wakizaši a pobočník (介錯人 kaišakunin) mu sťal hlavu (介錯 kaišaku). Při absenci stětí mohl konec přicházet velmi dlouho, admirál Takidžiró Óniši roku 1945 při seppuku umíral 17 hodin za plného vědomí.
Seppuku bylo součástí samurajského kodexu (bušidó – cesta válečníka). Nejčastěji bylo používáno proto, aby bojovníci předešli zajetí nepřítelem a nebo získali zpět ztracenou čest. Samuraj mohl být k seppuku vyzván svým pánem. Seppuku bylo také jedinou formou „protestu“, kterým mohl samuraj dát najevo nesouhlas s činy svého pána. Především v období Edo (1603–1868) šogunátu Tokugawa bylo seppuku používáno jako forma popravy, která však byla vždy výsadou samurajské vrstvy. Břicho (hara) člověka je v Japonsku považováno za centrum těla a lidské duševní aktivity, jeho proříznutím tak válečník obrazně ukazoval čistotu svého nitra, proto tato forma sebevraždy nebyla povolena jiným vrstvám japonského obyvatelstva.
V roce 1873 byla spolu se zrušením samurajské vrstvy (vyhláška Haitorei v období Meidži) tato praktika v Japonsku zakázána, její obdoby však nalezneme i v moderní japonské historii. Za určitý druh seppuku se dají považovat i sebevraždy japonského civilního obyvatelstva v době 2. světové války.
Pokud samuraj odmítl seppuku spáchat, byl vyvržen ze společnosti a živořil na jejím okraji (nebyl-li popraven jiným, potupnějším způsobem). Zpravidla se takoví jedinci nechali zaměstnávat jako nájemní vrahové nebo se živili jako bandité a ve své době představovali opravdu reálnou společenskou hrozbu (viz kabukimono).

## Historický příklad
Podrobné svědectví o seppuku samuraje odsouzeného za útok na evropské obchodníky z pera anglického diplomata Mitforda uvádí ve svém díle o bušidó Inazo Nitobe:
Byli jsme (sedm cizích zástupců) vyzváni japonskými svědky, bychom se odebrali do hondo, hlavní síně chrámové, kdež ceremonie tato měla se odbývati. Scéna byla nadmíru dojemná. Veliká místnost, s vysokými dřevěnými sloupy podepřeným stropem, byla jevištěm. Od stropu viselo množství oněch obrovských pozlacených lamp, které vídáme v buddhistických svatyních. Před hlavním oltářem, jehož podlaha, novými rohožemi pokrytá, byla o něco málo zvýšena, ležela pokrývka z šarlatově červené plstě. Velké svíce postavené ve stejných vzdálenostech od sebe zářily mdlým, tajemným světlem, takže jsme v tomto položení mohli všechno pozorovati. Oněch sedm japonských svědků zasedlo na levé straně pódia, kdežto my, svědkové cizí, na pravou stranu. Mimo nás nebyl nikdo divákem.

Po několika minutách trapného čekání vstoupil do místnosti Taki Zenzaburo, silný, asi dvaatřicet roků starý muž, tahů velmi ušlechtilých. Byl oděn v slavnostní háv, na kterém byla připevněna zvláštní konopná křídla, jako na hávu užívaném při slavnostech. Doprovázel jej Kaišaku a tři důstojníci, oblečení v žimbaori, slavnostní vojenský kabátec. Připomínám, že slovo Kaišaku nemíní našeho kata. Úřad ten jest zastupován šlechticem. Ve mnoha případech vezme na se úřad ten přítel nebo příbuzný odsouzeného. Zde byl kaišakem žák Taki Zenzaburův, kteréhož přátelé odsouzeného vyvolili se zřetelem na jeho zručnost v šermu.
S Kaišakem po pravici kráčel Taki Zenzaburo pomalu k japonským svědkům, poklonil se před nimi a pozdravil potom cizí zástupce týmž způsobem, ba spíše mnohem zdvořileji. S obou stran byl pozdrav slavnostně opětován. Pomalu a důstojně vystoupil potom odsouzenec na pódium, poklonil se dvakráte velmi hluboce před oltářem a posadil se na ono plstěné prostěradlo tak, že byl zády obrácen ku oltáři. Kaišaku byl po pravé straně jeho. Jeden z oněch tří důstojníků vystoupil v popředí nesa podstavec, jakého užívá se k obětem chrámovým; na podstavci tom ležel v papíře zabalený wakizaši, japonský krátký meč (nebo dýka), jehož ostří i špička jsou jako břitva nabroušeny. Podal je, pokleknuv dříve, odsouzenému, který přijal tento meč s poklonou, oběma rukama nad hlavu pozvednul a potom před sebe položil.
Po druhém, hlubokém úklonu pravil Taki Zenzaburo hlasem, který prozrazoval tolik pohnutí a zdráhání jako hlas muže, který skládá trapné přiznání, ale bez pohnutí jediné žilky v obličeji:
Já, já sám dal jsem nezákonitým způsobem rozkaz ku střelbě na cizince v Kobe a nařídil jsem střelbu i potom, když tito chtěli utéci. Za zločin tento rozpářu nyní svůj život a prosím všechny přítomné, by poctili mne svým svědectvím.
Mluvčí pokloniv se ještě jednou, spustil svůj vrchní šat dolů až po pás a seděl takto po boky obnažen. Pečlivě zastrčil potom dle starého zvyku rukávy obleku svého pod kolena, aby znemožnil pád těla na zad; urozený Japonec umíraje musí padati v před. Klidně a jistě vzal do ruky dýku, která ležela až dosud před ním, pozoroval ji zamyšlen, ba skoro lásky plným zrakem, ještě jednou hleděl sebrati všechny myšlenky a potom vrazil dýku tu hluboko pod pasem do levé strany těla, táhl jí pomalu ku straně pravé a obrátiv ji potom v ráně, učinil krátký řez směrem nahoru. V této hrozné chvíli nepohnul ani žilkou v obličeji. Když dýku z rány vytáhl, uklonil se ku předu a natáhl krk; nyní teprve vystoupila známka bolesti na jeho obličej, ač neprozradil bolest ni jediným vzdechem. V okamžiku tomto vyskočil Kaišaku, který dosud vedle odsouzence klečel a každý pohyb jeho ostře pozoroval, a mávnul mečem nad jeho hlavou – ozvala se těžká rána a hlomozný pád – jediným tnutím oddělil hlavu od těla.
Nastalo hrobové ticho, přerušované jen odporným klokotáním krve prýštící se z bezhlavého těla. Které ještě před minutou bylo udatným rytířem. Bylo to hrozné!

Kaišaku poklonil se, otřel svůj meč kusem papíru, který měl k tomu účelu připravený a odešel z pódia. Krví potřísněná dýka byla odnesena jakožto krvavý důkaz popravy. Oba zástupci Mikáda opustili nyní svá místa, přešli ku místům cizích zástupců a volali nás ku svědectví, že ortel smrti nad Taki Zenzaburem byl věrně proveden. Ceremonie byla skončena, a my opustili svatyni.
Inazo Nitobe, Bušidó

## Ženy
Právo na důstojný odchod z tohoto světa měly i ženy z třídy válečníků. Způsoby jejich sebevražd se lišily případ od případu. Často si dýkou (tantó) prořízly hrdlo (hlavně v literatuře nejvíce popularizovaný způsob). Běžné bylo i nalehnutí na čepel, některé ženy daly přednost rozpárání břicha po mužském způsobu. Předtím si však svázaly nohy u kotníků, aby tělo nezaujalo ve smrtelných křečích necudnou polohu.

## Rozlišení typů seppuku

### Džunši
Jednalo se o akt následování pána ve smrti. Posledním slavným případem se stalo džunši generála Maresuke Nogiho, který v roce 1912 následoval ve smrti svého pána, císaře Meidži.

### Kanši
Seppuku jako pokárání svého pána. Používalo se v případě, kdy všechna ostatní upozornění na nevhodnost pánova chování selhala. Samuraj nikdy nemohl výčitky projevovat přímo. Snad nejzářnější příklad kanši provedl Nakacukasa Hirate Masahide, který tak učinil roku 1553 jako nesouhlas s chováním svého pána, Nobunagy Ody.

### Funši
Ukončení svého života jako výraz znechucení nastalou situací.
Vůbec posledním známým případem, který by se dal charakterizovat jako kanši (případně funši), bylo seppuku spisovatele a dramatika Jukia Mišimy, který 25. listopadu 1970 spáchal seppuku v tokijském sídle japonských Sil sebeobrany (Džieitai), když členové jednotek odmítli vyslyšet jeho řeč o nutnosti znovunavrácení hrdosti japonské armádě (podle článku 9. japonské ústavy Japonci nesmějí mít regulérní armádu a účastnit se zahraničních konfliktů).

### Sókocu-ši
Sebelikvidace v bezvýchodné situaci. Příkladem může být seppuku Kansukeho Harujuki Jamamota, generála Takedových vojsk, který těžce raněný provedl seppuku v obleženém hradě.

### Karóši
Smrt nebo sebevražda v důsledku přepracování. Častý jev zejména v japonských firmách. Ročně se stane řádově 10 000 takových případů; 0,5 % z nich má soudní dohru.

## Známé osoby, které spáchaly seppuku
- Takamori Saigó
- Minamoto Jorimasa
- Minamoto Jošicune
- Nagamasa Azai
- Nobunaga Oda
- Kacuie Šibata
- Keisuke Jamanami
- Udžimasa Hódžó
- Sen no Rikjú
- Maresuke Nogi
- Korečika Anami
- Takidžiró Óniši
- Jukio Mišima
- Kazan Watanabe